# 康崑崙
康崑崙，生卒年不詳，西域康國（今烏茲別克撒馬爾罕一帶）人。活躍於唐德宗至憲宗（780~820）時期，為唐朝貞元年間宮廷樂師，擅長彈奏琵琶，主要作品為改編涼州曲《綠腰》，其高超的演奏水準被眾人稱作“長安第一手”，為當時具有影響力的音樂家，其所使用過的樂器人皆爭寶之，日後又曾向段善本拜師學藝。

## 巧遇段善本
某年春天，康崑崙來到翠華山莊嚴寺，看到紫檀桌上擺着一把琵琶，從六歲就開始學習琵琶的他，三十年來從西域輾轉來到長安，上自皇宮內苑，下至酒樓歌榭，竟然從沒看過如此一把好琵琶，此琵琶以玉石爲品，其弦比一般的琵琶還要粗，隨手一撥，聲音竟如此渾厚明亮，於是他便詢問了廟裡的知客僧，問道：“這把琵琶是誰的，出家人也懂音樂？”這時，正巧從外面走進來一位和尚，說道：“這是前幾天有一位施主不小心遺忘在這裡的。”知客僧馬上向康崑崙介紹這位和尚：“這位師兄姓段，法號善本，幾天前剛從五台山雲遊到這裡。”但康崑崙卻沒怎麼理會知客僧和那位和尚，心中在乎的只有這把有如稀世珍寶的琵琶，於是，知客僧便請康崑崙試彈一首，康崑崙便義不容辭地彈奏了一首當今著名的琵琶曲《楊柳枝》，此時廟口四周擠滿了眾多和尚，拍手叫好，大為讚嘆康崑崙的高超演奏水平，只有那位雲遊至此地的和尚不以為意。隔天，康崑崙便動身返回長安，臨走時便向知客僧說道：“等那位琵琶的主人回來時，請務必轉達，說我有事情想要請教他。”知客僧點頭答應，此時善本和尚剛好在隔壁，並出來相送，說道：“康供奉，有緣幸會，咱們後會有期。”

## 兩市祈雨賽樂
貞元五月，長安大旱，皇帝下令紫虛觀打醮求雨，又命東西市兩街築壇祈雨，要東西兩市音樂比賽，於是東街的百姓便築了一個祭壇，指定當代著名琵琶家康崑崙上壇演奏，眾人無不引以為傲，心想必定勝過西街。祈雨當天，天門街人山人海，水洩不通，先是羯鼓各打三通，然後笙、管、笛、簫、箏、琵琶、檀板等等，鳴金振玉，此起彼落。忽然，只見東壇上出來一位身穿九品吉服的市令，拿著一條上面寫著“特聘從六品御前供奉康崑崙演奏琵琶”的大紅緞子，用竹竿挑起立在臺前。康崑崙抱著琵琶來到壇上，向觀眾致意後便坐下，於是順手彈奏了一曲以“羽調”所詮釋的《新翻調綠腰》，輕柔時宛如山泉流淌，明亮時有如鳥兒鳴唱，高潮時聲如雷鳴，風馳電掣，此時聽眾們聽得如癡如醉，最後，在一陣有如狂風暴雨的旋律聲下完成了終止式，頓時掌聲四起，歡聲雷動。康崑崙心中感到十分得意和驕傲，換了一套衣服便下了壇去茶館喝茶。這時，西壇上出現了一位身穿紅衫綠裙，頭上戴着一頂絳色綢絹帷帽的女子，抱著琵琶輕巧地走到臺前，向臺下深深鞠躬，便順手彈奏了以“楓香調”所詮釋的《新翻調綠腰》，其困難度更高“羽調”一籌，“及下撥，聲如雷，其妙入神”，一弦扣一弦，一聲壓一聲，弦弦聲聲把全場人的心都給迷住了，實力竟在康崑崙之上，在彈奏完的瞬間，眾人無不拍案叫絕，經久不息，轟動的程度更高於康崑崙，這時的康崑崙才大為驚駭，自嘆不如，他如癡如醉地站在臺下，赫然發現這位女子所彈奏的琵琶便是當天在莊嚴寺所瞧見的那把，他直奔西壇上會見女子，女子笑了笑說：“請稍等，讓我換好衣服再出來相見。”不料過了一會兒，卻從更衣室中走出了一位三十來歲的和尚，便是當天那位雲遊到莊嚴寺的善本法師。

## 拜師學藝
原先以琵琶精湛的演奏技術引以為傲的康崑崙，在意識到自己的水準不在段善本之上的他，後來便向段善本拜師學藝。段善本道：“此前我曾聽過你的琴聲，為何聲音如此雜亂，且帶有邪聲？”康崑崙回道：“大師果然神人也，我起初學琵琶便是向一名女巫學的，爾後又曾跟好幾個師傅學習，因此聲音不純正。大師功力深厚，請大師收我為徒”，段善本主張：“使忘其本領，然後可教”，要求康崑崙必須從今十年內不能碰樂器，於是康崑崙遵守了法師的約定與教導，從基礎開始打起，糾正過去所學的錯誤，放下了“長安第一手”的頭號，最終將善本法師所傳授的一切所學於一身，使其實力更上一層，成為了中國歷史上著名的琵琶演奏家。